# Sắt(III) oxide
Sắt(III) oxide (công thức Fe2O3) là một oxide của sắt. Nó có khối lượng mol 159,6922 g/mol, hệ số giãn nở nhiệt 12,5×10−6/℃, nhiệt độ nóng chảy 1565 ℃.
Về mặt hóa học, sắt oxide cũng thuộc nhóm oxide lưỡng tính như nhôm oxide. Fe2O3 không phải là một oxide dễ chảy, nó là một oxide khó chảy. Fe2O3 là dạng phổ biến nhất của sắt oxide tự nhiên. Ngoài ra có thể lấy chất này từ đất sét màu đỏ.

## Trong vật liệu gốm
Các hợp chất sắt là các chất tạo màu phổ biến nhất trong ngành gốm. Sắt có thể biểu hiện khác biệt tùy thuộc môi trường lò, nhiệt độ nung, thời gian nung và tùy theo thành phần hoá học của men. Do đó có thể nói nó là một trong những nguyên liệu lý thú nhất.
Trong môi trường nung khử, Fe2O3 dễ dàng bị khử (do cacbon hay các hợp chất lưu huỳnh trong nguyên liệu, trong môi trường lò) thành FeO và trở thành chất chảy. Nếu muốn giữ được sắt(III) oxide, từ 700–900 ℃, môi trường nung phải là oxy hóa. Trong môi trường nung oxy hóa, nó vẫn là Fe2O3 và cho màu men từ hổ phách (amber) đến vàng nếu hàm lượng tối đa trong men là 4% (rõ rệt hơn nếu men có chì oxide và calci oxide), cho men màu da rám nắng (tan) nếu hàm lượng khoảng 6% và cho màu nâu nếu hàm lượng Fe2O3 cao hơn.
Màu đỏ của sắt(III) oxide có thể biến đổi trên một khoảng rộng trong khoảng nhiệt độ nung thấp dưới 1050 ℃. Nếu nung thấp thì có màu cam sáng. Nhiệt độ tăng màu sẽ chuyển sang đỏ sáng rồi đỏ sậm và cuối cùng là nâu. Chuyển biến từ đỏ sang nâu xảy ra đột ngột trên một khoảng nhiệt độ hẹp, cần lưu ý.
Hầu hết các loại men sẽ có độ hoà tan sắt(III) oxide khi nung chảy cao hơn khi ở trạng thái rắn do đó sẽ có sắt oxide kết tinh trong men khi làm nguội, môi trường oxy hóa hay khử. Men có hàm lượng chất chảy cao, điểm nóng chảy thấp sẽ hoà tan được nhiều sắt hơn.
Kẽm làm xấu màu của sắt. Titan và rutil với sắt có thể tạo hiệu quả đốm hay vệt màu rất đẹp. Trong men khử (reduction glaze) có Fe2O3, men sẽ có màu từ ngọc lam đến xanh táo (khi men có hàm lượng soda cao, có bo oxide). Trong men calcia, Fe2O3 có khuynh hướng cho màu vàng. Trong men kiềm cho màu từ vàng rơm (straw yellow) đến vàng nâu (yellow brown). Men chì nung thấp, men kali và natri có màu đỏ khi thêm Fe2O3 (không có sự hiện diện của bari).
Fe3O4 (oxide sắt từ) là hỗn hợp của Fe2O3 và FeO, kết quả của phản ứng chuyển đổi không hoàn toàn hay có thể là dạng khoáng vật kết tinh tự nhiên, cho màu nâu. Dạng sau dùng để tạo đốm nâu li ti (specking) trong men.
Ngoài chức năng tạo màu, thêm Fe2O3 vào men giúp giảm rạn men (nếu hàm lượng sử dụng dưới 2%).